# Чжао Юйдяо
Чжао Юйдяо (25 травня 1989) — китайська хокеїстка на траві.
Срібна призерка Олімпійських Ігор 2008 року, учасниця 2012, 2016 років.
Переможниця Азійських ігор 2010 року, срібна призерка 2014 року.
Чемпіонка Азії 2009 року.
Срібна призерка Азійського Трофею чемпіонів 2011 року.